# Douglas Colin Cameron

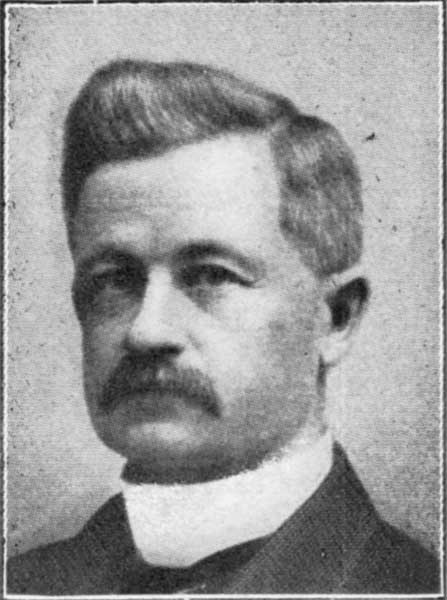
Douglas Colin Cameron

Sir Douglas Colin Cameron, KCMG (* 8. Juni 1854 in Hawkesbury, Ontario; † 27. November 1921 in Toronto) war ein kanadischer Politiker und Unternehmer. Von 1911 bis 1916 war er Vizegouverneur der Provinz Manitoba.

## Biografie
Nachdem er 1871 die Schule beendet hatte, war Cameron zunächst als Landwirt in Ontario tätig. 1880 zog er nach Winnipeg und übte verschiedene Berufe aus. 1883 gründete er in Rat Portage (heute Kenora) das Holzverarbeitungsunternehmen Cameron & Kennedy. Dieses verkaufte er 1892 an die Rat Portage Lumber Company. Er leitete dieses Unternehmen als Geschäftsführer und ab 1894 als Präsident. Außerdem investierte er in den Bergbau, eröffnete ein Sägewerk und gründete einen Getreidemühlenbetrieb.
Cameron wurde 1901 in den Stadtrat von Rat Portage und war später Bürgermeister dieser Gemeinde. Als Kandidat der Ontario Liberal Party siegte er 1902 bei der Wahl zur Legislativversammlung von Ontario im Wahlbezirk Fort William and Lake of the Woods. Die nächsten drei Jahre unterstützte er als Hinterbänkler die Regierung von George William Ross. 1905 schaffte er die Wiederwahl nicht und zog wieder nach Winnipeg, um sich ganz seinen geschäftlichen Aktivitäten zu widmen. Ebenfalls keinen Erfolg hatte er bei der Unterhauswahl 1908.
Aufgrund seiner wirtschaftlichen Verdienste wurde Cameron 1913 in den Ritterstand erhoben. Generalgouverneur Lord Grey vereidigte ihn am 1. August 1911 als Vizegouverneur von Manitoba. Dieses repräsentative Amt übte er bis zum 3. August 1916 aus. Im Jahr 1915 musste er direkt in die Regierungsgeschäfte eingreifen, als er eine Untersuchungskommission einberief, um die Korruptionsvorwürfe gegen Rodmond Roblin zu untersuchen. Die Ergebnisse der Untersuchung hatten den Rücktritt des Regierungschefs zur Folge.